# Colina McCool
A Colina McCool é a mais alta do conjunto de Colinas Columbia, em Marte. Ela foi assim batizada em homenagem a William “Willie” McCool, piloto da nave Columbia que se desintegrou nos céus do Texas durante a reentrada na atmosfera, matando todos os ocupantes da missão STS-107, em 1 de fevereiro de 2003.
As Colinas encontram-se na área de pouso do rover marciano Spirit, que explora toda a área das Colinas Columbia, sendo que a Colina McCool, que tem aproximadamente 130 m de altura,  deverá ser a próxima a ser visitada pelo robô.